# Rio Keller
Der Rio Keller, auch Ribeirão Keller, ist ein etwa 104 km langer rechter Nebenfluss des Rio Ivaí im Norden des brasilianischen Bundesstaats Paraná.

## Geografie

### Lage
Das Einzugsgebiet des Rio Keller befindet sich auf dem Terceiro Planalto Paranaense (Dritte oder Guarapuava-Hochebene von Paraná). Es liegt südlich von Maringá.

### Verlauf
Sein Quellgebiet liegt im Munizip Mandaguari auf 739 m Meereshöhe im Südosten des Stadtgebiets in der Nähe der BR-376 (Rodovia do Café).
Der Fluss verläuft in südwestlicher Richtung. Er fließt im Munizip Itambé von rechts in den Rio Ivaí. Er mündet auf 282 m Höhe. Die Entfernung zwischen Ursprung und Mündung beträgt 45 km. Er ist etwa 104 km lang.

### Munizipien im Einzugsgebiet
Am Rio Keller liegen die fünf Munizpien
- Mandaguari
- Jandaia do Sul (links)
- Marialva (rechts)
- Bom Sucesso (links)
- Itambé.